# 創世記
『創世記』（、ヘブライ語：בראשית、ギリシア語：Γένεσις、英語: genesis）は、古代ヘブライ語によって記された、ユダヤ教、キリスト教の聖典とされ、キリスト教の啓典である聖書（旧約聖書）の最初の書かつ、正典の一つとして扱われている。写本が現存しており、モーセが著述したとされている。いわゆるモーセ五書は、ユダヤ教においてはトーラーと呼ばれている。

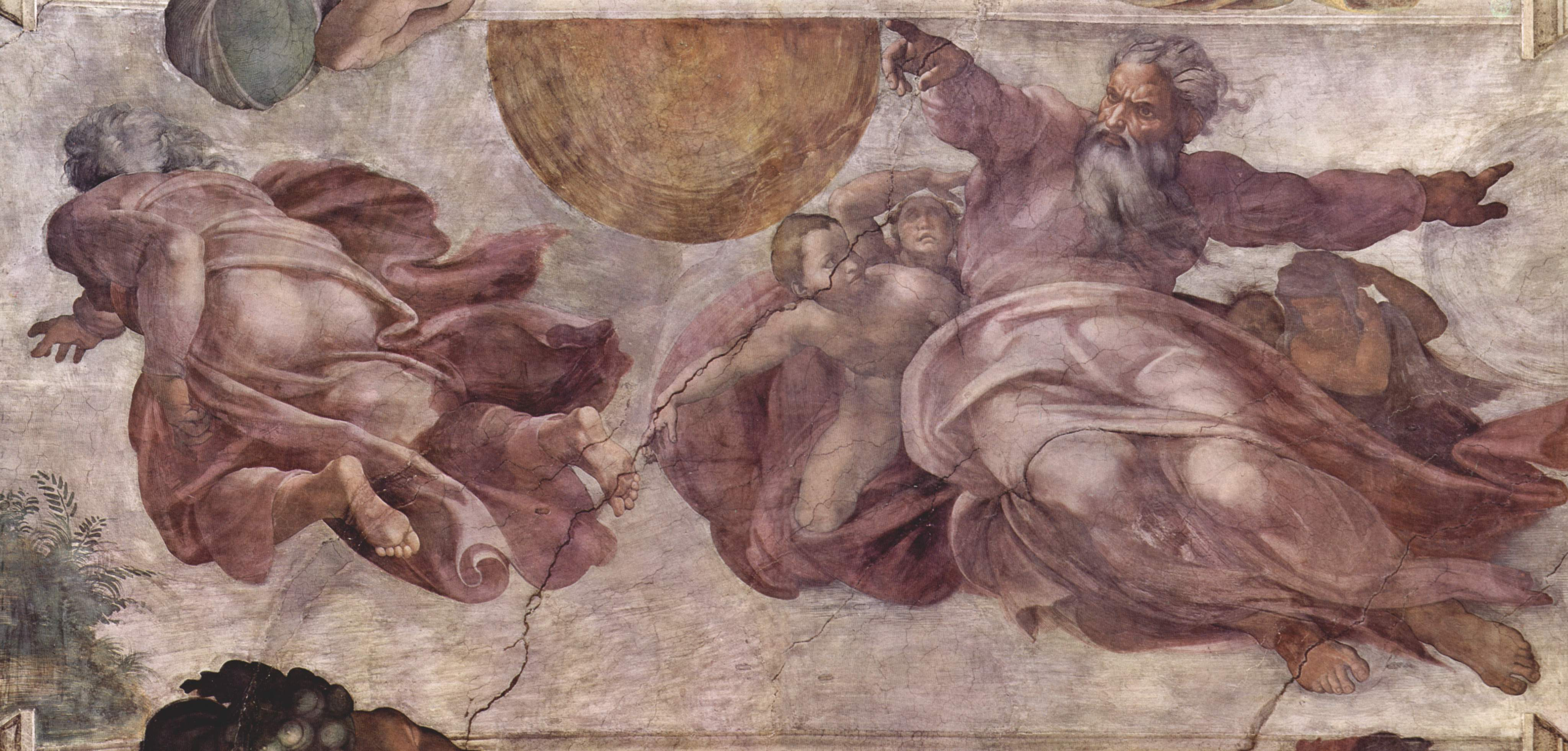
光と闇の分離

『創世記』はヘブライ語では冒頭の言葉を取ってבראשית（ベレシート、bereshit）と呼ばれており、これは「はじめに」を意味する。また、ギリシア語の七十人訳では、2章4節からとって「γένεσις（ゲネシス）」と呼ばれており。「起源、誕生、創生、原因、開始、始まり、根源」の意である。

## 主な内容
内容は、「天地創造と原初の人類」、「イスラエルの太祖たち」、「ヨセフ物語」の大きく3つに分けることができる。
1. 天地創造と原初の人類
  - 天地創造 1章
  - アダムとエバ、失楽園 2章 - 3章
  - カインとアベル 4章
  - ノアの方舟 5章 - 11章
  - バベルの塔 11章
2. 太祖たちの物語
  - アブラハムの生涯 12章 - 25章
    - ソドムとゴモラの滅亡 18章 - 19章
    - イサクをささげようとするアブラハム 22章

  - イサクの生涯 26章 - 27章
  - イスラエルと呼ばれたヤコブの生涯 27章 - 36章
3. ヨセフの物語
  - 夢見るヨセフ 37章 - 38章
  - エジプトでのヨセフ 38章 - 41章
  - ヨセフと兄弟たち 42章 - 45章
  - その後のヨセフ 46章 - 50章

ユダヤ人の歴史の物語は、聖書で『創世記』の次に置かれている『出エジプト記』へ続いていく。